# SIAM SHADE XII 〜The Best Live Collection〜
『SIAM SHADE XII 〜The Best Live Collection〜』（シャム シェイド トゥエルヴ・ザ ベスト ライヴ コレクション）は、SIAM SHADEの初のライブ・ベスト・アルバム。2010年10月27日発売。

## 解説
メジャー・デビュー15周年を記念して、これまでのライブの音源（未発表音源も含む）を2枚組にされ収録された。同日にSIAM SHADEのトリビュート・アルバム『SIAM SHADE Tribute』も発売。累計売上枚数は、約0.7万枚。

## 収録曲

### DISC 1
1. GET A LIFE
2002年3月10日に日本武道館で披露された音源。
2. NEVER END
1999年5月15日に国立代々木競技場第一体育館で披露された音源。9thシングル。
3. SHAKE ME DOWN
1997年8月17日にLIQUIDROOMで披露された音源。映像作品には未収録。デビューシングル「RAIN」カップリング曲。
4. Why not?
2001年12月28日に日本武道館で披露された音源。3rdシングル。
5. PASSION
2000年8月29日にON AIR EASTで披露された音源。5thシングル。
6. 曇りのち晴れ
1999年5月15日に国立代々木競技場第一体育館で披露された音源。10thシングル。
7. Destination Truth
1997年8月17日にLIQUIDROOMで披露された音源。映像作品には未収録。3rdアルバム『SIAM SHADE III』収録曲。
8. RAIN
2001年12月28日に日本武道館で披露された音源。
9. せつなさよりも遠くへ
2002年3月10日に日本武道館で披露された音源。13thシングル。
10. LET IT GO
1998年8月23日に有明レインボーステージで披露された音源。映像作品には未収録。3rdアルバム『SIAM SHADE III』収録曲。
11. No! Marionette
2000年8月29日にON AIR EASTで披露された音源。4thアルバム『SIAM SHADE IV・Zero』収録曲。
12. 大きな木の下で
2002年3月10日に日本武道館で披露された音源。メジャーデビューアルバム『SIAM SHADE II』収録曲。
13. Virtuoso
2000年8月29日にON AIR EASTで披露された音源。4thアルバム『SIAM SHADE IV・Zero』収録曲。

### DISC 2
1. JUMPING JUNKIE
2002年3月10日に日本武道館で披露された音源。14thシングル「Life」カップリング曲。
2. BLACK
2000年8月29日にON AIR EASTで披露された音源。11thシングル。
3. BLOW OUT
1999年5月15日に国立代々木競技場第一体育館で披露された音源。5thアルバム『SIAM SHADE V』収録曲。
4. Sin
1997年8月17日にLIQUIDROOMで披露された音源。映像作品には未収録。3rdアルバム『SIAM SHADE III』収録曲。
5. LOVESICK 〜You Don't Know〜
2001年12月28日に日本武道館で披露された音源。3rdアルバム『SIAM SHADE III』収録曲。
6. Dreams
2001年12月28日に日本武道館で披露された音源。8thシングル。
7. 1/3の純情な感情
2002年3月10日に日本武道館で披露された音源。6thシングル。
8. PRIDE
2000年8月29日にON AIR EASTで披露された音源。3rdアルバム『SIAM SHADE III』収録曲。
9. PRAYER
2000年8月29日にON AIR EASTで披露された音源。2ndシングル「TIME'S」カップリング曲。
10. CAN'T FORGET YOU
1998年4月5日に日比谷野外大音楽堂で披露された音源。映像作品には未収録。2ndアルバム『SIAM SHADE II』収録曲。
11. LOVE
2001年12月28日に日本武道館で披露された音源。16thシングル。
12. D.Z.I.
1999年5月15日に国立代々木競技場第一体育館で披露された音源。8thシングル「Dreams」カップリング曲。
13. Don't Tell Lies
2002年3月10日に日本武道館で披露された音源。3rdアルバム『SIAM SHADE III』収録曲。